# Henrik Belfrage
Nils Henrik Johannes Belfrage, född 16 juli 1955, är en svensk professor i kriminologi. Belfrage disputerade 1989 på en avhandling om Psykiskt störda brottslingar : en studie av begreppet "jämställd med sinnessjukdom" – dess historiska bakgrund och praktiska tillämpning. Belfrage har därefter varit verksam vid Linköpings universitet och är sedan 2012 verksam som forskningschef vid Rättspsykiatriska regionkliniken i Vadstena. Han är även verksam som professor i kriminologi vid Mittuniversitetet.

## Vetenskapliga artiklar (urval)
- Belfrage, H. & Strand, S. (2012). Measuring the Outcome of Structured Spousal Violence Risk Assessments Using the B-SAFER : Risk in Relation to Recidivism and Intervention. Behavioral sciences & the law (Print), vol. 30: 4, ss. 420-430.
- Belfrage, H. , Strand, S. , Ekman, L. & Hasselborg, A. (2012). The PATRIARCH. Six years experiences from the use of a checklist for the assessment of risk for patriarchal violence with honor as motive.. International Journal of Police Science and Management, vol. 14: 1, ss. 20-29.
- Belfrage, H. , Strand, S. , Storey, J. E. , Gibas, A. L. , Kropp, P. R. & Hart, S. D. (2012). Assessment and Management of Risk for Intimate Partner Violence by Police Officers Using the Spousal Assault Risk Assessment Guide. Law and human behavior, vol. 36: 1, ss. 60-67.
- Selenius, H. , Hellström, Å. & Belfrage, H. (2011). Aggression and Risk of Future Violence in Forensic Psychiatric Patients with and without Dyslexia. Dyslexia, vol. 17: 2, ss. 201-206.
- Belfrage, H. & Strand, S. (2009). Validation of the Guide for Stalking Assessment and Management (SAM) in Swedish law enforcement.. International Journal of Police Science and Management, vol. 11: 1, ss. 67-76.
- Belfrage, H. & Strand, S. (2008). Structured spousal violence risk assessment: Combining risk factors and victim vulnerability factors.risk factors and victim vulnerability factors.. International Journal of Forensic Mental Health, vol. 7: 1, ss. 39-46.
- Belfrage, H. (2007). Modern riskbedömning ska skydda brottsoffer. Tidningen Brottsoffer, vol. 14: 2, ss. 17.
- Belfrage, H. (2005). Få vårdenheter uppfyller kraven på riskbedömningar inom psykiatrin : Sundsvallsmodellen ett sätt att möta Socialstyrelsens krav efter Arvikafallet. Läkartidningen, vol. 102: 3, ss. 134-137.
- Douglas, S. K. , Strand, S. , Belfrage, H. , Fransson, G. & Levander, S. (2005). Reliability and validity evaluation of the psychopathy checklist : Screening version (PCL:SV) in Swedish correctional and forensic psychiatric samles. Assessment (Odessa, Fla.), vol. 12: 2, ss. 145-161.
- Strand, S. & Belfrage, H. (2005). Gender differences in psychopathy in a Swedish offender sample. Behavioral sciences & the law (Print), vol. 23: 6, ss. 837-850.
- Belfrage, H. , Fransson, G. & Strand, S. (2004). Management of violent behaviour in the correctional system using qualified risk assessments.. Legal and Criminological Psychology, vol. 9: 1, ss. 11-22.
- Belfrage, H. (2004). Strukturerade riskbedömningar allt vanligare inom psykiatrin. . Björkviksaktuellt, : 3
- Belfrage, H. & Rying, M. (2004). Characteristics of spousal homicide perpetrators : a study of all cases of spousal homicide in Sweden 1990-1999. Criminal Behaviour and Mental Health, vol. 14: 2, ss. 121-133.
- Belfrage, H. & Douglas, K. S. (2002). Treatment effects on forensic psychiatric patients measured with the HCR-20 violence risk assessment scheme. International Journal of Forensic Mental Health, vol. 1: 1, ss. 25-36.
- Belfrage, H. (2002). Därför avgår jag som vetenskapligt råd. Läkartidningen, vol. 99: 42, ss. 4190-4191.
- Strand, S. & Belfrage, H. (2001). Comparison of HCR-20 scores in violent mentally disordered men an women : Gender differences and similarities. Psychology, Crime and Law, vol. 7: 1-4, ss. 71-79.
- Belfrage, H. , Fransson, G. & Strand, S. (2000). Prediction of Violence Using the HCR-20 : A prospective study in two maximum-security correctional institutions. Journal of forensic psychiatry (Print), vol. 11: 1, ss. 167-175.
- Strand, S. , Belfrage, H. , Fransson, G. & Levander, S. (1999). Clinical and risk management facotrs in risk prediction of mentally disordered offenders - More important than historical data? : A retrospective study of 40 mentally disordered offenders assessed with the HCR-20 violence risk assessment scheme. Legal and Criminological Psychology, vol. 4: 1, ss. 67-76.